# Drepanulatrix quadraria
Drepanulatrix quadraria là một loài bướm đêm trong họ Geometridae.